# Olga Harmony
Olga Harmony Baillet (Cidade de México, 23 de abril de 1928 — Cidade de México, 11 de novembro de 2018) foi uma professora universitária, escritora, dramaturga e crítica de teatro mexicana. Recebeu diferentes prémios ao longo de sua carreira.
Morreu em sua cidade natal, Cidade do México, em 11 de novembro de 2018, aos 90 anos de idade.

## Prémios
- 1979 - José Revoltas, do SPAUNAM por "Letras vencidas"
- 1974 - Segundo prémio no concurso convocado pelo Seguro Social com a obra "A lei de Creón".[4]
- 1984 - Juan Ruiz de Alarcón, outorgado pela A.M.C.T. à Melhor obra de estreia nacional para a obra "A lei de Creón".
- 2002 - Medalha do Instituto Nacional de Belas Artes